# شیشما
شیشما (به چکی: Šišma) یک شهرستان در جمهوری چک است که در ناحیه پرروف واقع شده‌است. شیشما ۴٫۳۵ کیلومتر مربع مساحت و ۲۰۵ نفر جمعیت دارد و ۲۶۰ متر بالاتر از سطح دریا واقع شده‌است.البته آمار اعلامی در رابطه با جمعیت،مربوط به سال ۲۰۰۶ میباشد و انتظار رشد ۴۰-۳۰ درصدی جمعیت ساکن در شیشما میرود.
کد پستی این شهرستان ۱۲۷۵۱ می‌باشد.